# Georg Matthias Bose
Georg Matthias Bose (Lipsia, 22 settembre 1710 – Magdeburgo, 17 settembre 1761) è stato uno scienziato tedesco.
Si è interessato di fisica, astronomia e di divulgazione scientifica nella prima fase di sviluppo dell'elettrostatica. È accreditato per essere stato il primo a sviluppare un modo per immagazzinare temporaneamente le cariche elettriche statiche utilizzando un conduttore isolato (chiamato primo conduttore o conduttore primario). Le sue numerose dimostrazioni pubbliche sensazionali ed i suoi esperimenti hanno sollevato l'interesse della comunità scientifica, non solo tedesca, e del pubblico comune in campo elettrologico. In seguito è stato celebrato principalmente per le sue dimostrazioni spettacolari piuttosto che per i suoi contributi scientifici.
In realtà, Bose e «Christian August Hausen, docente di matematica all’università di Lipsia, diffusero la curiosità attorno ai problemi delle macchine elettriche, sotto l’influenza esercitata dalle pagine di Gilbert e s’Gravesande, Pieter van Musschenbroek e Boyle, Hauksbee e Du Fay, Desaguliers e Newton»..

## Biografia
Figlio di un mercante di Lipsia, studiò all'Università di Lipsia, conseguendo il diploma nel 1727. Nel 1738 divenne professore di philosophia naturalis  all’Università "Martin Lutero" di Halle-Wittenberg. Nel suo corso di fisica, riprese la sperimentazione con una macchina elettrostatica a sfera di vetro seguendo il progetto di Francis Hauksbee, migliorando notevolmente la macchina con l’aggiunta di quello che chiamò primo conduttore, oggetto metallico pieno che consentiva l’accumulo dell'elettricità statica generata.
Bose era ritenuto un esuberante sperimentatore e divulgatore. Guglielmina Carolina di Brandeburgo-Ansbach, sorella del re Federico II il Grande di Prussia, e il marito Frederick, margravio di Brandenburg-Bayreuth sono stati tra i suoi spettatori.
Corrispondeva assiduamente con la Royal Society di Londra e con società scientifiche simili in Svizzera, Prussia, Francia, Italia e Turchia. Nel 1757 fu eletto Fellow della Royal Society di Londra. È stato anche membro dell'Accademia delle Scienze di Bologna e della Società Scientifica di Greifswald.  Egli ebbe vari contatti con eminenti studiosi del suo tempo, tra cui il matematico Leonard Euler e il fisiologo Albrecht von Haller. 
Nel 1744 Bose pubblicò le sue principali opere sull'elettricità sotto forma di opuscoli, editi a Londra e Parigi. Oltre alla ricerca sull'elettricità lavorò anche su argomenti astronomici come le eclissi solari e lunari.
A causa della sua corrispondenza con la corte papale di Benedetto XIV, entrò in disputa con la facoltà teologica di Wittenberg. I teologi tentarono di espurgare un piccolo brano del libretto di Bose sulle eclissi, sollevando una polemica che alla fine coinvolse anche Federico II di Prussia e la Royal Society di Londra.
Nel 1760, durante la guerra dei sette anni con la Prussia, il 13 ottobre, Wittenberg fu bombardata dai prussiani, Bose perse tutte le sue proprietà e molti dei suoi manoscritti andarono persi.  Preso in ostaggio, fu condotto a Magdeburgo dove fu trattenuto fino alla sua morte due anni dopo.

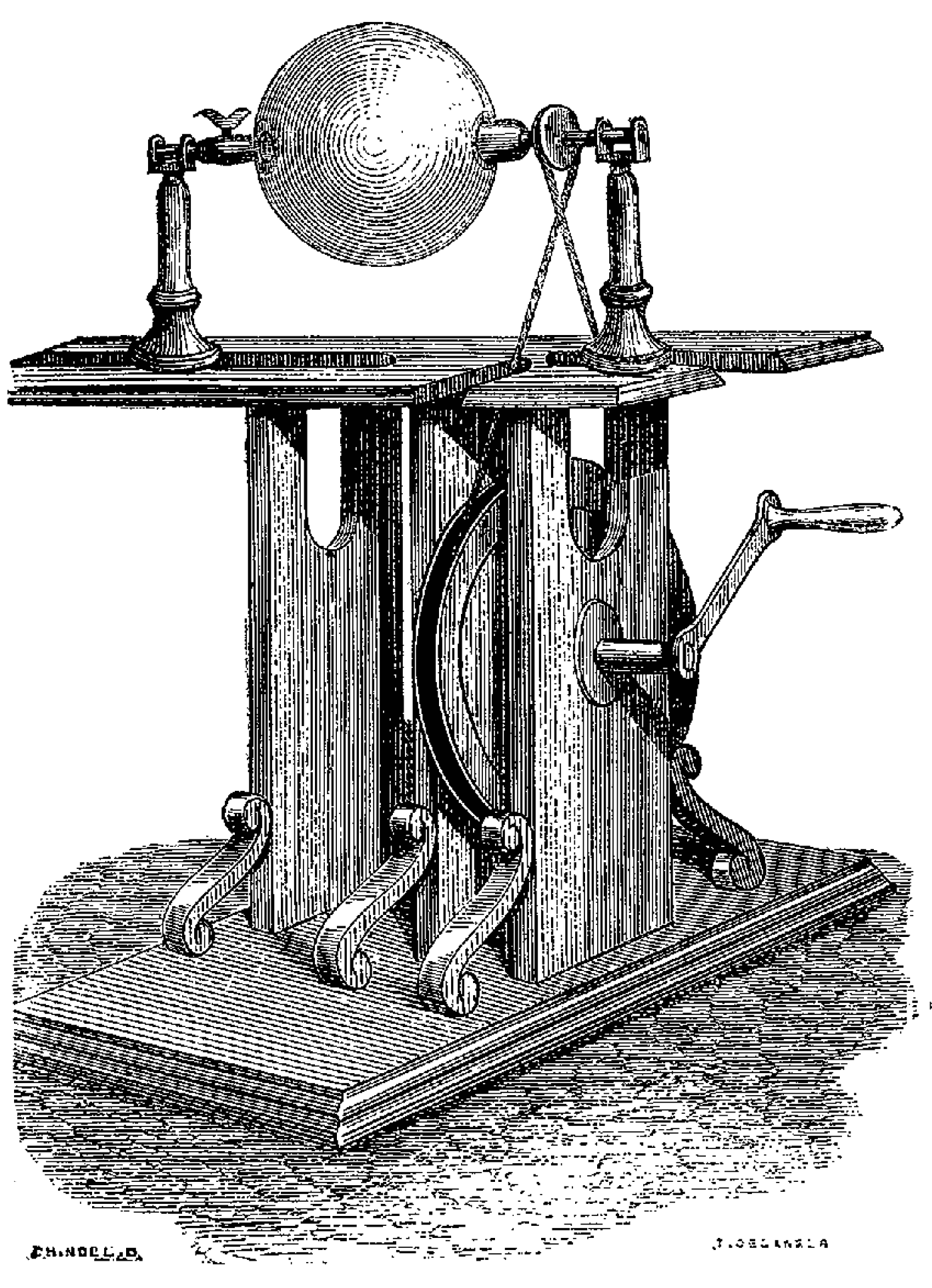
Ricostruzione del generatore elettrostatico di Hauksbee, da: Figuier, Les Merveilles de la science, 1867 - 1891, Tomo I, d443, Fig. 226

## La macchina elettrica di Bose
Bose costruì una macchina elettrostatica, ispirandosi al modello ideato da Francis Hauksbee, ma con alcune importanti modifiche:
Boze imagina en même temps, de munir sa machine d’un conducteur de fer-blanc, qui servait à conserver et à emmagasiner le fluide électrique, une fois produit par le globe. L’expérimentateur allemand n’avait pas d’abord trouvé de moyen plus commode pour isoler ce conducteur métallique, que de le faire porter sur les mains d’un homme, placé lui-même sur un gâteau de résine, qui servait à l’isoler. On voit encore dans quelques ouvrages de cette époque, le dessin de cette singulière machine électrique, où le corps de l’homme entre comme élément de l’appareil. On eut pourtant bientôt l’idée, toute naturelle, de suspendre le conducteur de fer-blanc à des cordons de soie fixés au plafond. Ces conducteurs, qui constituaient un réservoir d’électricité, communiquaient avec la machine, par une tige métallique.
Par la construction de cette machine, le professeur de Wittemberg rendit à l’électricité un service dont on comprendra tout le prix, si l’on réfléchit que les sciences physiques ne peuvent se former et s’agrandir que par le perfectionnement des instruments qu’elles mettent en œuvre. La machine de Boze se répandit très-promptement en Allemagne ; elle revêtit diverses formes entre les mains des physiciens»
Boze immaginava, allo stesso tempo, di dotare la sua macchina di un conduttore di stagno, che servisse a conservare e immagazzinare il fluido elettrico, una volta prodotto dal globo. Lo sperimentatore tedesco non aveva dapprima trovato un modo più conveniente per isolare questo conduttore metallico, che farlo indossare sulle mani di un uomo, egli stesso posto su una formella di resina, che serviva per isolarlo. Si trova ancora, in alcune opere di questo periodo, il progetto di questa singolare macchina elettrica, dove il corpo umano entra come parte dell'apparato. Ben presto, però, si è avuta l'idea ovvia di appendere il conduttore di stagno a corde di seta attaccate al soffitto. Questi conduttori, che formavano un serbatoio di elettricità, comunicavano con la macchina attraverso un'asta metallica.
Con la costruzione di questa macchina, il professore di Wittenberg ha reso all'elettricità un servizio di cui si capirà a pieno il costo, se riflettiamo che le scienze fisiche possono essere create e sviluppate solo migliorando gli strumenti che si mettono in opera. La macchina di Boze si diffuse molto rapidamente in Germania; ha assunto varie forme nelle mani dei fisici»
(Louis Figuier, Les Merveilles de la Science, 1867)

## Il primo conduttore
Il cosiddetto primo conduttore o conduttore primario (prime conductor) di Bose consisteva in una barra di metallo tenuta in una mano da un assistente, in piedi su un blocco di resina (noto come isolante), mentre con l'altra manteneva il contatto con il globo rotante. La carica generata dall'attrito sarebbe fluita attraverso l'assistente alla barra di metallo e si sarebbe accumulata sulla barra stessa. In effetti, questa era un'estensione della dimostrazione del Flying Boy del 1730 di Stephen Gray, ma con l'aggiunta di un conduttore metallico che, nel tempo, divenne il dispositivo unico di accumulo delle cariche elettriche. La novità era l'uso da parte di Bose del metallo (la barra) in un momento in cui era stato a lungo accettato che solo gli isolanti (allora chiamati "elettrici") potessero accumulare con successo l'elettricità statica. I conduttori metallici invece erano noti per dissipare qualsiasi carica in tempi relativamente brevi perché non era nota la necessità di isolare gli oggetti metallici carichi dal contatto con la terra. Successivi esperimenti eseguiti da altri sperimentatori dimostrarono che il limite dell'accumulo dell’elettricità statica non dipendeva dalla massa del conduttore, ma dalle sue dimensioni esterne, poiché le cariche dello stesso segno si respingono e quindi di distribuiscono solo alla superficie. L’invenzione del primo conduttore, con lo scopo di immagazzinare il ‘’fluido elettrico’’ e generare scosse più intense, prefigurava il lavoro di Ewald Jürgen Georg von Kleist e Pieter van Musschenbroek che idearono il primo vero condensatore, la bottiglia di Leida, rispettivamente nel 1745 e 1746.

## Gli esperimenti pubblici
Per tre anni, dal 1742 al 1745, Bose promosse lo studio dell'elettricità e la sua divulgazione in Germania. Divenne famoso per le dimostrazioni pubbliche di esperimenti spettacolari. Uno di essi consisteva nel far prendere fuoco all’alcol che galleggiava sulla superficie dell’acqua in un recipiente, tramite una scintilla generata dalla sua macchina ad attrito che attraversava l’acqua. Poiché l'acqua e il fuoco erano visti come diretti opposti, l’esperimento fu ampiamente menzionato anche nella corrispondenza scientifica.
Nella dimostrazione del bacio elettrico (chiamato da Bose anche Venus electrificata), una graziosa giovane donna veniva invitata a stare su un blocco di resina isolante; le veniva conferita una moderata carica statica per mezzo del globo rotante; quindi un giovane del pubblico veniva invitato a darle un bacio e, al momento del contatto, la coppia riceveva una scarica significativa: Bose combinava l'illustrazione divulgativa dell'accumulo di cariche con l’impertinenza di un bacio rubato. La dimostrazione divenne assai popolare nei salotti e divenne un pilastro di tutti gli spettacoli organizzati da dimostratori scientifici e uomini di spettacolo. Si trattava evidentemente di un esperimento simile al Flying Boy di Stephen Gray
Una delle manifestazioni pubbliche sensazionali sviluppate da Bose divenne nota come Beatificazione (ne parlerà nel volume Tentamina electrica del 1774).
Si trattava di un’applicazione del suo conduttore primario. Una persona vestita con un elmetto di metallo o un'armatura si sedeva su una sedia isolata da terra e riceveva un elevato livello di carica elettrostatica, sufficiente a produrre punti scintillanti e lievi bagliori di plasma attorno alle superfici conduttive. Bose nascondeva il generatore elettrostatico per aumentare la meraviglia del pubblico, ma fu accusato di utilizzare dei trucchi. Egli stesso alla fine ammise di aver esagerato e rivelò la tecnica ad un collega che la pubblicò sulle Philosophical Transactions della Royal Society:

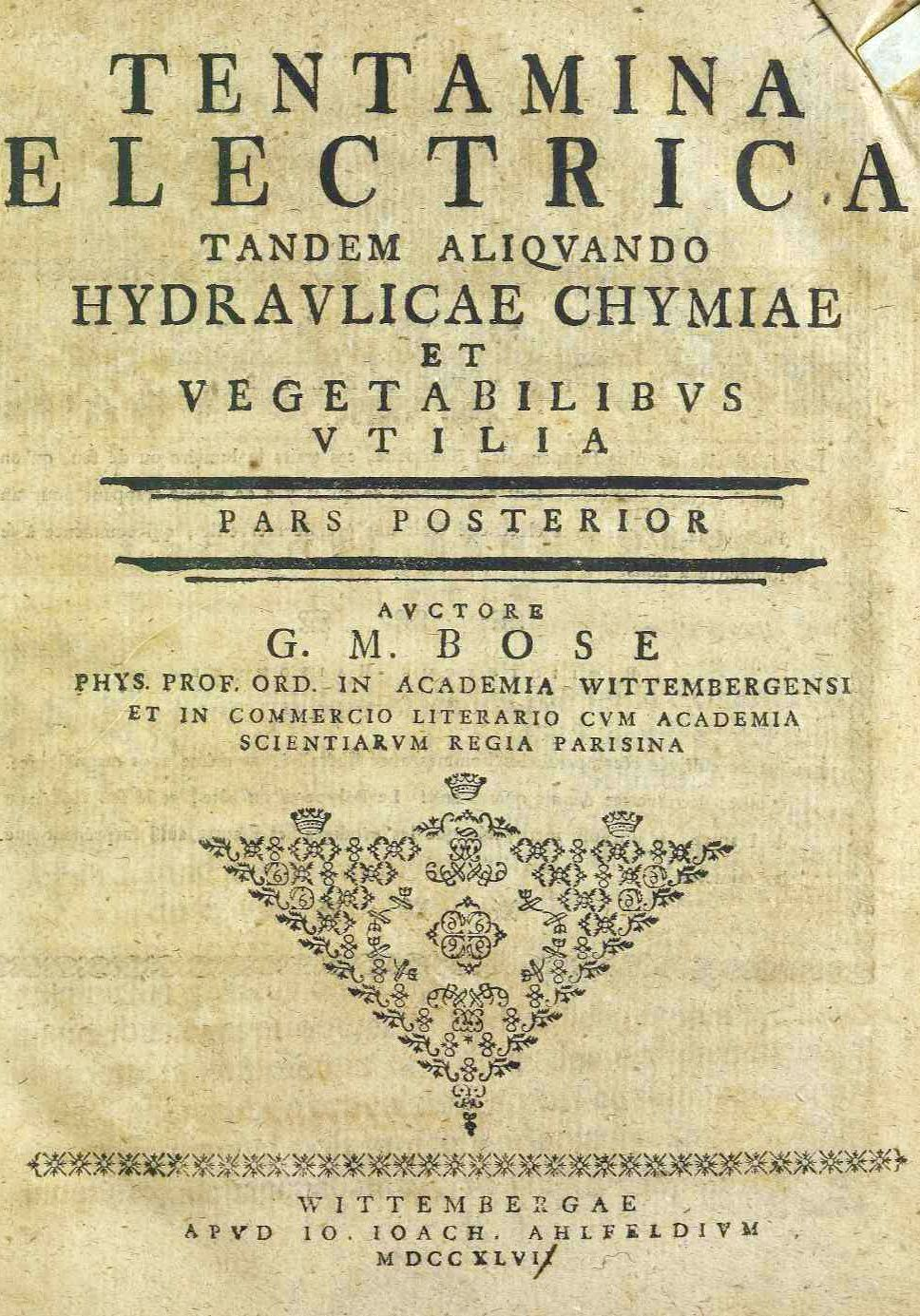
Frontespizio di Tentamina electrica, 1747

## Opere
- (LA) In eclipsin. Terrae, Lipsia, Breitkopf, 1733.
- (LA) Tentamina Electrica in Academiis Regiis Londinensi Et Parisina: Primum Habita Omni Studio Repetita Quae Novis Aliquot Accessionibus Locupletavit, 1744.
  - (LA) Tentamina electrica, Wittenberg, Johann Friedrich Schlomach, 1747.
  - (LA) Tentamina Electrica, Forgotten Books (Classic Reprint), 2018, ISBN 978-0656929146.
- (FR) Recherches sur la cause et sur la véritable téorie de l’électricité, Wittenberg, 1745. Descrive la teoria dell'elettricità, ripresa dall’abate Nollet per la quale il fenomeno dipenderebbe dal flusso di un fluido.
- (FR) Discours sur la lumière des diamants, et de plusiers autres corps: prononcé à Leipsic ..., Gottingen, chez A Vandenhoeck, 1745.
- (LA) Georg Matthias Bose e Andreas Casparides, Dissertatio physica de natura et origine nebularum / quam ... praeside Georgio Mathia Bosi ... subiiciet auctor Andreas Casparides, Vittemberg, Prelo Ephraim Gottlob Eichsfeldi, 1756.